# جيمس ن. غاردنر
جيمس ن. غاردنر هو كاتب وسياسي أمريكي، ولد في 1946. انتخب عضو مجلس ولاية أوريغون ‏.